# Johann Philipp Jung
Johann Philipp Jung (* 22. März 1677 in Darmstadt; † 26. September 1750 ebenda) war ein deutscher Bibliothekar.

## Leben
Johann Philipp Jung wurde 1677 als Sohn des Kanzlei-Registrators Johann Georg Jung in Darmstadt geboren. Seit 1697 ist er in hessischen Diensten nachweisbar. Er durchlief eine für die damalige Zeit typische Beamtenlaufbahn. 1706 wurde er Geheimer Registratur-Adjunkt, 1716 Geheimer Registrator, 1718 Geheimer und Archiv-Registrator, 1732 Archivar und schließlich 1736 Bibliothekar und Rat.
Nach dem Tod von Johann Hagenbusch wurde ihm von Landgraf Ernst Ludwig die Leitung der Darmstädter Hofbibliothek übertragen. Bereits in der Amtszeit seines Vorgängers Hagenbusch begann er ab 1717/18 mit der ersten Katalogisierung und Neuaufstellung des Buchbestandes. Jung war nebenamtlich über Jahrzehnte als Organist der Schlosskirche aktiv.
Johann Philipp Jung starb im September 1750 in Darmstadt im Alter von 73 Jahren.